# 17 (število)
17 (sédemnajst ali sedemnájst) je naravno število, za katero velja 17 = 16 + 1 = 18 − 1.

## V matematiki
- najmanjše praštevilo, ki ni Higgsovo praštevilo za eksponenta 2 in 3.
- tretje Fermatovo praštevilo {\displaystyle 17=2^{2^{2}}+1\!\,}.
- tretje Ramanudžanovo praštevilo.
- tretje pitagorejsko praštevilo {\displaystyle 17=4\cdot 4+1\!\,}.
- četrto Prothovo praštevilo {\displaystyle 17=2^{4}+1\!\,}.
- četrto Eisensteinovo praštevilo brez imaginarnega ali realnega dela oblike {\displaystyle 3n-1}.
- peto najmanjše število, za katerega velja Midyjev izrek.
- šesto regularno praštevilo.
- sedmo Čenovo praštevilo.
- deseto Perrinovo število.

## V znanosti
- vrstno število 17 ima klor (Cl).

## Drugo

### Leta
- 417 pr. n. št., 317 pr. n. št., 217 pr. n. št., 117 pr. n. št., 17 pr. n. št.
- 17, 117, 217, 317, 417, 517, 617, 717, 817, 917, 1017, 1117, 1217, 1317, 1417, 1517, 1617, 1717, 1817, 1917, 2017, 2117